# Sapijanka, Șarhorod
Sapijanka (în ucraineană Сапіжанка) este o comună în raionul Șarhorod, regiunea Vinnița, Ucraina, formată numai din satul de reședință.

## Demografie
Componența lingvistică a satului Sapijanka
     Ucraineană (99,23%)
     Alte limbi (0,48%)
Conform recensământului din 2001, majoritatea populației satului Sapijanka era vorbitoare de ucraineană (99,23%), existând în minoritate și vorbitori de alte limbi.